# Pholcus vachoni
Pholcus vachoni is een spinnensoort uit de familie trilspinnen (Pholcidae). De soort komt voor in Marokko.